# Madidi
Madidi – rzeka w Boliwii, w departamencie La Paz o długości 595 km. Rzeka ma swoje źródło w Andach i uchodzi do rzeki Beni. Madidi jest główną rzeką Parku Narodowego Madidi.